# Бида, Александр
Алекса́ндр Бида́ (фр. Alexandre Bida; 1813, Тулуза — 1895, Бюль, Верхний Рейн, Германия) — французский живописец, иллюстратор, представитель романтического направления в европейской живописи.

## Биография
Александр Бида получил художественное образование в Париже под руководством Эжена Делакруа. Обладая талантом и склонностью к точности в деталях и, благодаря стремлению к совершенству, он вскоре создал свой собственный стиль.
В молодости Бида много раз путешествовал по Востоку, посетил Египет, Грецию, Турцию, Ливан и Палестину. Поездки дали ему богатый материал для его картин.
После персональных выставок, проведённых в 1847—1861 годах, Александр Бида стал известным художником-ориенталистом.
В 1873 году иллюстрировал Библию. Особенно известны его двадцать восемь гравюр, которые свидетельствуют о близком знакомстве художника с библейскими местностями, изображёнными им.
Кроме того, он рисовал для журнала «Tour du monde» и издал иллюстрированное собрание сочинений Альфреда де Мюссе (10 т., 1866).

## Избранные картины
- Арабская кофейня,
- Рынок рабов,
- Возвращение из Мекки,
- Евреи, молящиеся у стены Соломона,
- Маронитская проповедь и др.

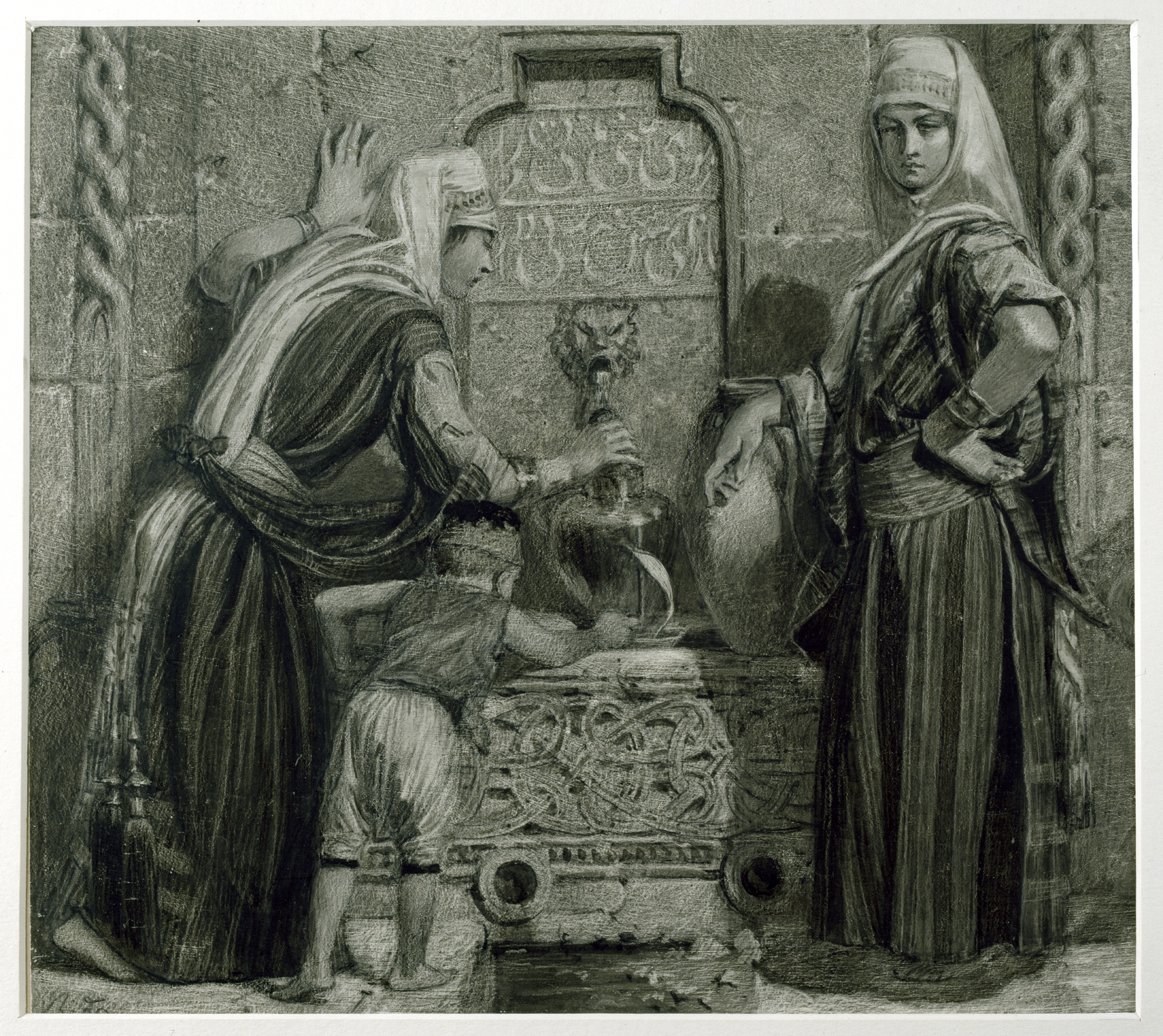
У фонтана
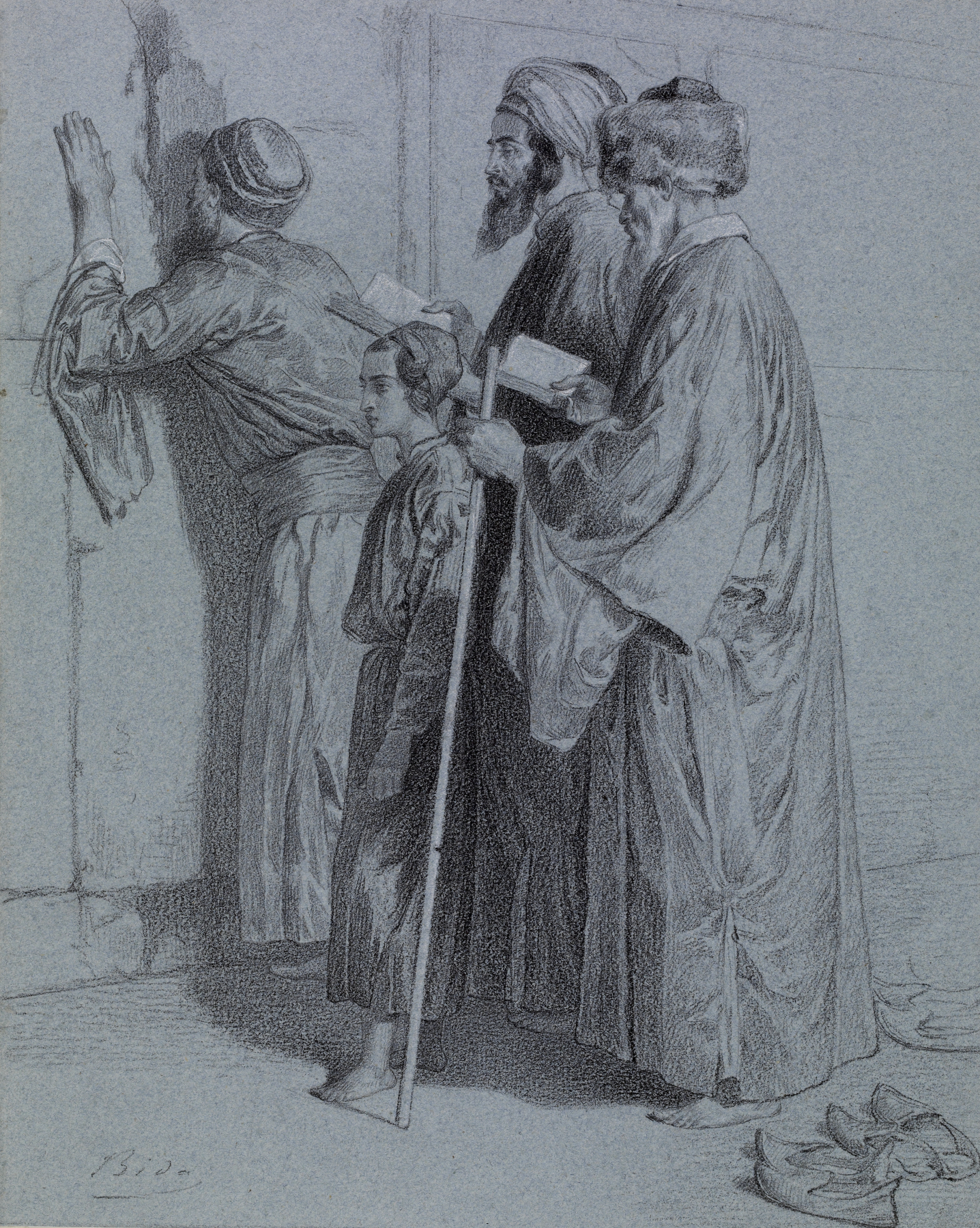
Евреи, молящиеся у стены Соломона
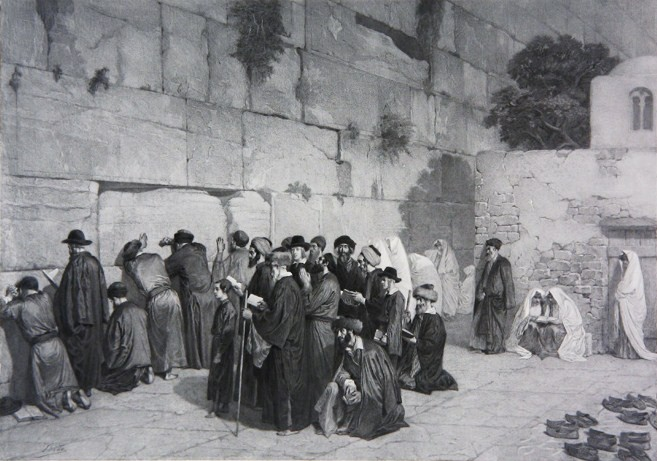
Стена Соломона
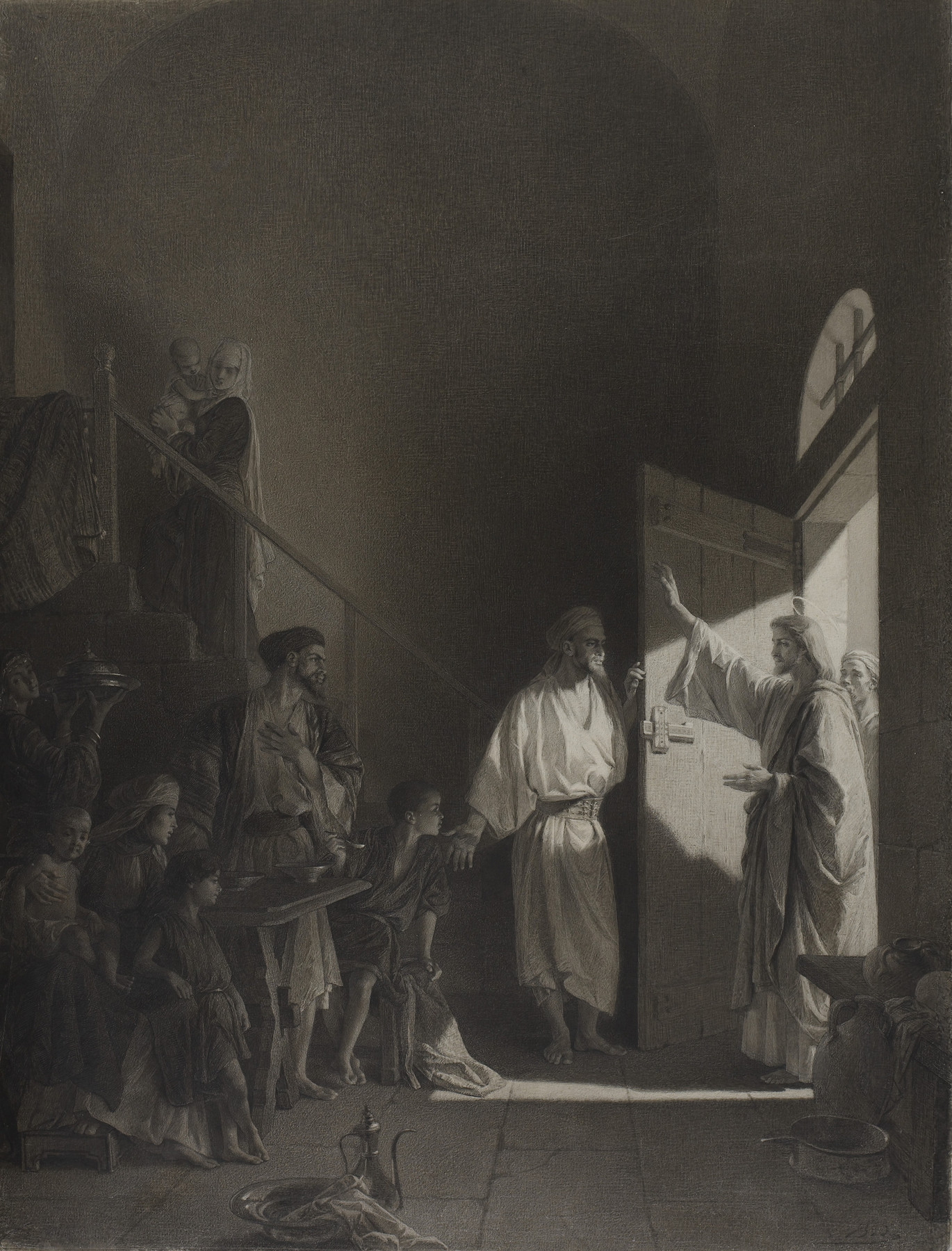
И сказал Иисус: Это ныне пришло спасение дому сему
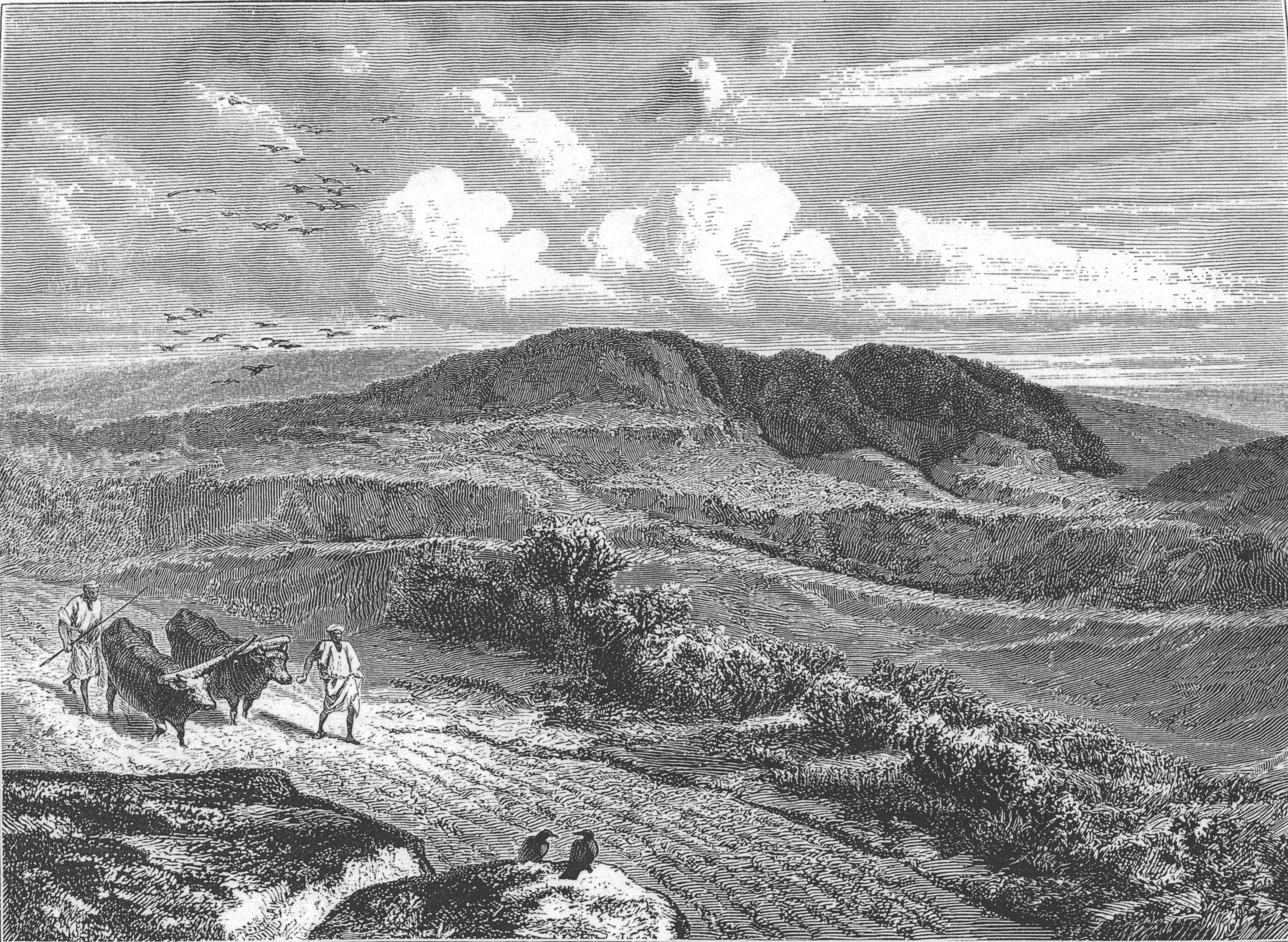
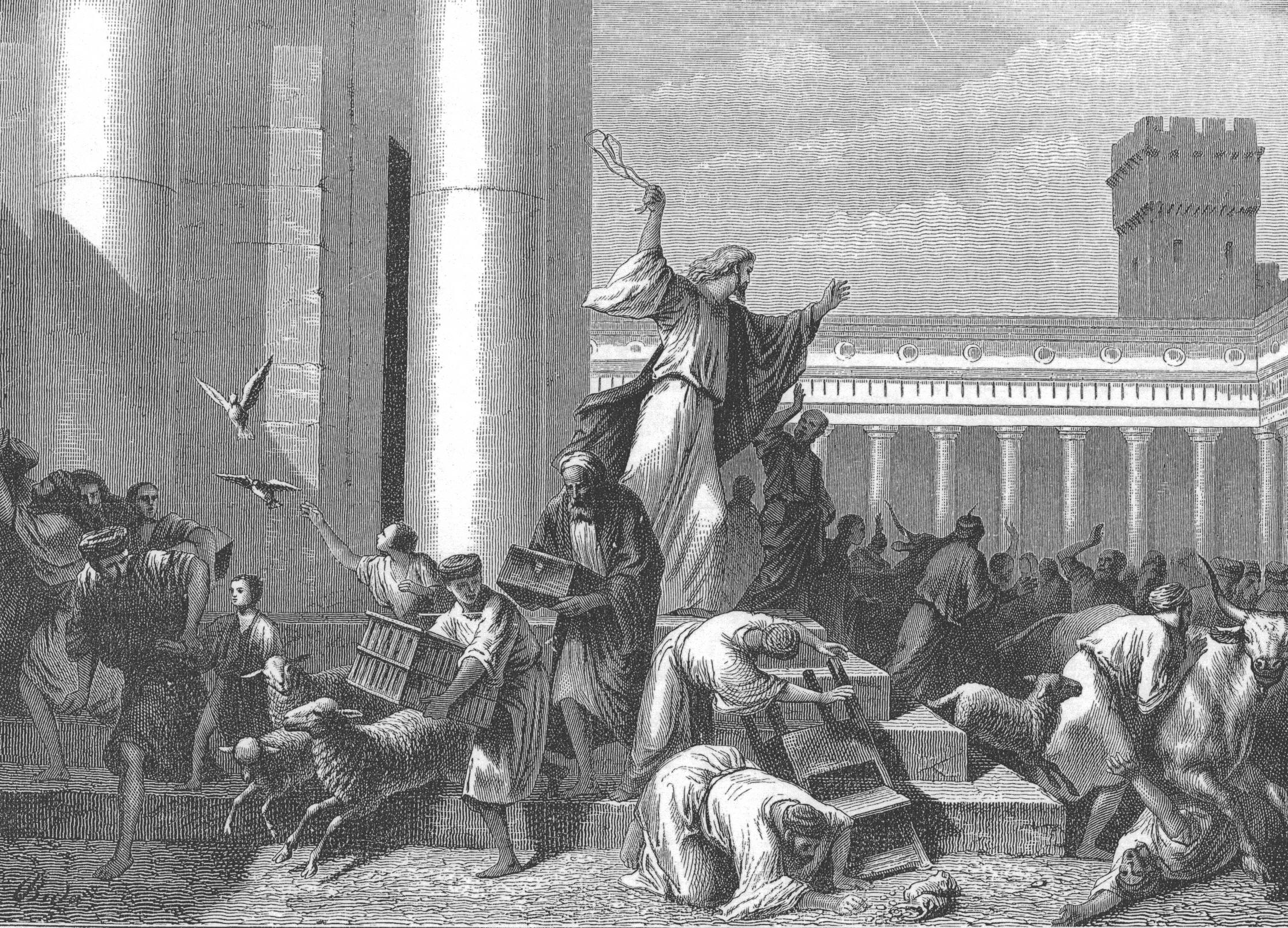
Изгнание торгующих из храма

## Источник
- Бида, Александр // Энциклопедический словарь Брокгауза и Ефрона : в 86 т. (82 т. и 4 доп.). — СПб., 1891. — Т. IIIa. — С. 827.
  - Бида, Александр // Энциклопедический словарь Брокгауза и Ефрона : в 86 т. (82 т. и 4 доп.). — СПб., 1905. — Т. доп. I. — С. 261.